# Radar tridimensionnel à balayage électronique

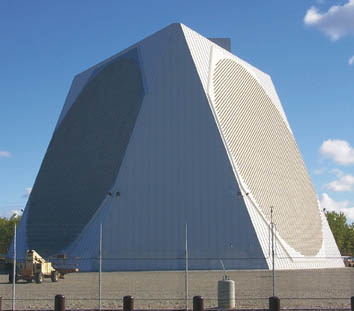
Radar Pave Paws du NORAD en Alaska

Le radar tridimensionnel à balayage (ou dépointage) électronique (3-D phased array radar en anglais) est un radar qui utilise une antenne formée d'un très grand nombre d'ouvertures de tubes de guides d'ondes sur une surface plane, une antenne réseau à commande de phase, et qui balaie horizontalement et verticalement avec un ou plusieurs faisceaux minces pour donner très rapidement une représentation en trois dimensions de l'espace sondé. 

## Principe

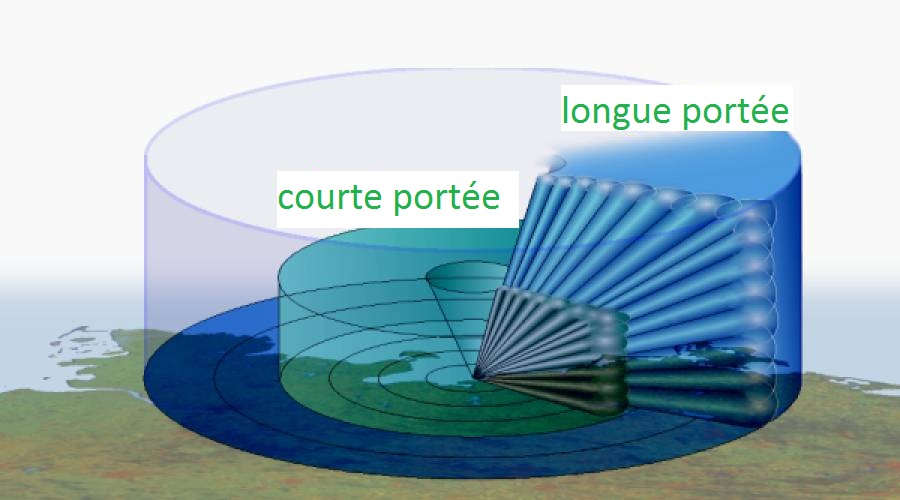
Balayage avec des faisceaux minces en trois dimensions

Le déphasage de l'émission entre chacune des ouvertures permet de recréer électroniquement un diagramme de rayonnement similaire à une antenne parabolique. En variant le déphasage, on change la direction sondée et on peut ainsi balayer selon la verticale et l'horizontale sans avoir à faire bouger l'antenne.
Ce balayage tridimensionnel, électronique, peut donc se faire beaucoup plus rapidement qu'avec un système mécanique, ce qui explique son développement pour la défense navale et aérienne. Plusieurs bâtiments des marines nationales l'utilisent comme élément des systèmes de poursuite des cibles très mobiles comme les missiles air-sol. Le radar en entrée d'article se trouve en Alaska et fait partie du système américain de défense anti-missiles transcontinentaux balistiques. L'ensemble de ce réseau sera modernisé en utilisant ce type d'antennes.
On distingue généralement les antennes à balayage électroniques actives des antennes à balayage électronique passives (Passive electronically scanned array en anglais). Dans le cas des antennes à balayage électronique passives, une seule source produit l'onde, qui est ensuite déphasée de manière adéquate pour chacun des éléments radiatifs de l'antenne. Dans les antennes à balayage électronique actives, l'antenne est en réalité un ensemble de plusieurs (1 000 à 1 500, typiquement) sous-antennes indépendantes les unes des autres et disposant chacune de leur source propre. L'avantage de cette dernière approche est de pouvoir assurer le fonctionnement du système après reconfiguration même si l'une des sous-antennes est défectueuse. Le radar RBE2 de première génération qui équipait le chasseur français Rafale est un exemple de radar à balayage électronique à antenne passive. Le radar AN/APG-77 équipant le chasseur américain F-22 est équipé d'antennes actives.

## Recherches

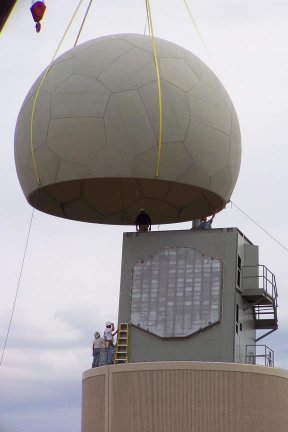
Installation de l'antenne d'un ancien radar SPY-1A de la US Navy au National Severe Storms Laboratory à Norman, en Oklahoma

En 2003, un radar tridimensionnel à balayage électronique, acheté de la United States Navy par le service météo de la NOAA, fut mis à l'essai pour tester l'utilité de ce concept dans la détection des précipitations. Ce programme, appelé National Weather Radar Testbed, fut entretrepis au National Severe Storms Laboratory à Norman (Oklahoma).
L'avantage de ce type d'antenne est d'obtenir un sondage de l'atmosphère dans un temps beaucoup plus rapide qu'avec une antenne conventionnelle, permettant de voir l'évolution des orages avec une résolution temporelle grandement supérieure. Comme ces derniers peuvent changer de caractéristiques très rapidement et donner une météo violente, l'espoir était de pouvoir mieux anticiper le déclenchement des phénomènes violents (tornade, grêle, pluie torrentielle et rafales descendantes) et ainsi améliorer les préavis d'alertes météorologiques.
On estimait qu'il faudrait de 10 à 15 ans pour compléter les recherches et faire les plans pour construire une nouvelle génération de radars météorologiques utilisant ce principe. Le coût estimé de cette expérience était de 25 millions de dollars. L'expérience fut concluante et le 31 mai 2016, le site fut définitivement fermé.
Pour poursuivre cette recherche, le MIT fut chargé de construire un prototype moderne incluant la double-polarisation et capable de servir en même temps au contrôle aérien. Ce nouveau programme est appelé Multi-Function Phased Array Radar.